# Libardo Niño
Libardo Niño Corredor (Paipa, 26 september 1968) is een Colombiaans oud-wielrenner. Hij boekte veel overwinningen in Colombia en andere Latijns-Amerikaanse landen. Hij won onder meer driemaal het eindklassement van de Ronde van Colombia en tweemaal het eindklassement van de Clásico RCN. In Europa boekte hij aanzienlijk minder succes. Zijn beste klassering was een vijfde plaats in de Ronde van Asturië in 1995.
Volgens L'Équipe werd Niño positief getest op epo op de Pan-Amerikaanse Spelen van 2007. Hij werd in februari 2008 door het WADA voor twee jaar geschorst.
In 2010 won hij wel nog de Vuelta a Cundinamarca.
Zijn broer Victor Niño is ook wielrenner.

## Belangrijkste overwinningen
1995
- 7e etappe Clásico RCN
- 4e etappe Ronde van Colombia

2000
- Proloog Clásico RCN

2001
- 10e etappe Ronde van Colombia
- Eindklassement Clasico Banfoandes

2003
- 5e etappe Ronde van Colombia
- Eindklassement Ronde van Colombia
- 9e etappe Ronde van Guatemala

2004
- Proloog Ronde van Colombia
- 4e etappe Ronde van Colombia
- Eindklassement Ronde van Colombia (na diskwalificatie José Castelblanco wegens dopinggebruik)[4]
- 2e etappe Clásico RCN
- 1e etappe Ronde van Costa Rica
- 8e etappe Ronde van Costa Rica
- 13e etappe Ronde van Costa Rica

2005
- 5e etappe Ronde van Colombia
- Eindklassement Ronde van Colombia
- 3e etappe Clásico RCN
- 4e etappe Clásico RCN
- Eindklassement Clásico RCN
- 1e etappe Doble Copacabana GP Fides
- Eindklassement Doble Copacabana GP Fides

2006
- Nationaal kampioenschap tijdrijden
- 4e etappe Ronde van El Salvador
- 7e etappe Ronde van El Salvador
- 1e etappe Ronde van Colombia
- 6e etappe Clásico RCN

2007
- Pan-Amerikaans kampioenschap tijdrijden
- Pan-Amerikaanse Spelen tijdrijden (gediskwalificeerd wegens dopinggebruik)[2][3]
- Eindklassement Clásico RCN
- 5e etappe deel b Doble Copacabana GP Fides

2009
- Eindklassement Ronde van Chiapas

2010
- 3e etappe Ronde van Chiapas

2011
- 1e etappe Ronde van Iran

## Resultaten in voornaamste wedstrijden
| Jaar | Ronde van Italië | Ronde van Frankrijk | Ronde van Spanje |
| ---- | ---------------- | ------------------- | ---------------- |
| 1994 | 72e              |                     |                  |

Wielerploegen van Libardo Niño
Benítez ·
Bernal ·
Buenahora ·
Cabello ·
Cadena ·
Camargo ·
Canto ·
Capacho ·
Cubino ·
Domínguez ·
Edo ·
García ·
Jurado ·
B. González ·
S. González ·
Martínez ·
Mora ·
Moreno ·
Muñoz ·
Niño ·
Ortegon ·
Prego ·
Ramírez ·
Saitov ·
Sánchez ·
Serrano ·
Sypytkowski ·
Triana ·
Vidal ·
Zamana
Aguirre ·
Benítez ·
Bernal ·
Buenahora ·
Cabello ·
Camargo ·
Capacho ·
Castaño ·
Castelblanco ·
Contreras ·
Cubino ·
Domínguez ·
Edo ·
Farfán ·
García ·
J. J. González ·
S. González ·
Heras ·
Jurado ·
Moreno ·
Muñoz ·
Niño ·
Ortegon ·
Ramírez ·
Rodríguez ·
Sánchez ·
Serrano ·
Vidal ·
Arroyo (stagiair)
Aguirre ·
Benítez ·
Botero ·
Buenahora ·
Cabello ·
Castaño ·
Castelblanco ·
Contreras ·
Cubino ·
Domínguez ·
Edo ·
Escartín ·
García ·
Giner ·
Gómez ·
J. J. González ·
S. González ·
Heras ·
Moreda ·
Muñoz ·
Niño ·
Rodrigues ·
Rodríguez ·
Rubiera ·
Ruíz ·
Sánchez ·
Serrano ·
Vidal